# NLTK

Parse árbol generado con NLTK

El kit de herramientas de lenguaje natural, o más comúnmente NLTK, es un conjunto de bibliotecas y programas para el procesamiento del lenguaje natural (PLN) simbólico y estadísticos para el lenguaje de programación Python. NLTK incluye demostraciones gráficas y datos de muestra. Se acompaña de un libro que explica los conceptos subyacentes a las tareas de procesamiento del lenguaje compatibles el toolkit,
además de programas de ejemplo.
NLTK está destinado a apoyar la investigación y la enseñanza en procesamiento de lenguaje natural (PLN) o áreas muy relacionadas, que incluyen la lingüística empírica, las ciencias cognitivas, la inteligencia artificial, la recuperación de información, y el aprendizaje de la máquina.
NLTK se ha utilizado con éxito como herramienta de enseñanza, como una herramienta de estudio individual, y como plataforma para los sistemas de investigación de prototipos y construcción.